# Ján Hudacký
Ján Hudacký (ur. 24 lutego 1959 we Vranovie nad Topľou) – słowacki menedżer i polityk, poseł do Parlamentu Europejskiego (2004–2009).

## Życiorys
W 1983 uzyskał dyplom inżyniera w Uniwersytecie Technicznym w Koszycach, po czym pracował w przedsiębiorstwie „Sol'”. Wykształcenie zdobywał m.in. w Management Consulting Institute w Bratysławie (1991), Institute of Management for Business (Bratysława 1993), Durham University Business School (1994) i Georgetown University Washington (1998). Od 1993 do 2004 pracował jako kierownik regionalnego centrum doradczego i informacyjnego w Preszowie.
W 2003 został członkiem rady dyrektorów Europejskiego Stowarzyszenia Agencji Rozwoju Regionalnego (EURADA). Wcześniej pełnił obowiązki prezesa Stowarzyszenia Instytucji Mikrofinansowych na Słowacji (1999–2001) oraz wiceprzewodniczącego Słowackiego Stowarzyszenia Chrześcijańskich Przedsiębiorców i Menedżerów (2002).
W wyborach w 2004 wszedł do Parlamentu Europejskiego z ramienia Ruchu Chrześcijańsko-Demokratycznego. Zasiadał m.in. w grupie chadeckiej oraz Komisji Przemysłu, Badań Naukowych i Energii.
W 2009 nie uzyskał reelekcji do Europarlamentu, plasując się na trzecim w ogóle i pierwszym niemandatowym miejscu pod względem liczby głosów. Rok później został wpisany na 11. miejsce listy wyborczej KDH do parlamentu krajowego, uzyskując mandat deputowanego do Rady Narodowej V kadencji. Wybrany do krajowego parlamentu również w 2012.